# Kook's Tour
Kook's Tour è un film del 1975 diretto da Norman Maurer. Prodotto tra la fine del 1969 e l'inizio del 1970, si tratta dell'ultimo film del trio comico dei Tre Marmittoni. È inedito in Italia.
Originariamente era stato concepito per essere l'episodio pilota di una serie televisiva, tuttavia, il 9 gennaio 1970, prima del completamento delle riprese, Larry Fine ebbe un violento ictus che lo lasciò paralizzato nel lato sinistro del corpo. Quando divenne chiaro che Fine non sarebbe stato in grado di ristabilirsi completamente (morì nel gennaio 1975), la produzione della serie venne cancellata e Kook's Tour fu accantonato. Il film rimase inedito per svariati anni. Il regista Norman Maurer approntò il materiale girato disponibile in una versione da 52 minuti e lo fece uscire in formato Super 8 Sound nel 1975. Da allora il film è stato distribuito nel mercato home video sia in VHS sia in DVD.

## Trama
Dopo quasi 50 anni di sberleffi e schiaffi, i tre marmittoni decidono di ritirarsi e girare il mondo con il loro cane, Moose. Iniziano con il tour dei parchi nazionali americani. Larry, nonostante i suoi migliori sforzi, non riesce a pescare un pesce. È spinto all'apice della frustrazione poiché viene continuamente superato da Moe, Joe, dal suo cane Moose e persino dal suo stesso cappello!

## Produzione
Kook's Tour fu pensato dal genero di Moe Howard, Norman Maurer, come una serie televisiva a puntate settimanali che avrebbe miscelato la tipica commedia slapstick dei Tre marmittoni con uno stile documentaristico da viaggio. Il concetto era quello di una serie che, dopo 50 anni di caos comico, vedeva il trio viaggiare in giro per il mondo insieme al loro cane Moose. Il colpo apoplettico di Larry Fine mise fine al progetto. Il girato venne quindi convertito in un breve film distribuito nel 1975 attraverso la Niles Film Products. L'epilogo della pellicola vede Moe seduto in un ufficio mentre discute del viaggio e della loro prossima destinazione (che si sarebbe vista nella seconda puntata della progettata serie che non venne mai prodotta), il Giappone. Moe non fa nessun riferimento all'ictus di Larry, quindi non è ben chiaro se la scena sia stata girata prima o dopo l'incidente di Larry.
Nel 1975 il film venne distribuito in formato Super 8, l'unica copia master originale in 16mm della quale si conosca esistenza è proprietà di un privato residente in Florida.